# Protomystides brunnea
Protomystides brunnea är en ringmaskart som beskrevs av Hartmann-Schröder 1963. Protomystides brunnea ingår i släktet Protomystides och familjen Phyllodocidae. Inga underarter finns listade i Catalogue of Life.